# York Harbor
York Harbor – jednostka osadnicza w Stanach Zjednoczonych, w stanie Maine, w hrabstwie York.